# In eisige Höhen
In eisige Höhen (Originaltitel: Into Thin Air) ist ein Tatsachenbericht des US-amerikanischen Autors, Journalisten und Bergsteigers Jon Krakauer, der von den tragischen Ereignissen am Mount Everest im Mai 1996 handelt. Das Buch wurde ein millionenfach verkaufter Bestseller und diente als Vorlage für den Spielfilm In eisige Höhen – Sterben am Mount Everest sowie für die Theaterperformance von Triada Kovalenko, Elisabeth Krefta, Melchior B. Tacet und Lennart Wilm.

## Hintergrund
Im März 1996 wurde der amerikanische Journalist und Bergsteiger Jon Krakauer von der amerikanischen Zeitschrift Outside beauftragt, an einer kommerziell geführten Expedition zum Gipfel des Mount Everest teilzunehmen, um einen Bericht über die „Kommerzialisierung des Everest“ zu schreiben. Anfangs lediglich als mehrseitiger Bericht im Outside-Magazine geplant, führte die unerwartete Dramatik der Ereignisse während der Gipfelbesteigung dazu, dass Krakauer seine Erlebnisse als Buch veröffentlichte.
Krakauer schloss sich dem Team des neuseeländischen Unternehmens Adventure Consultants an, das vom erfahrenen neuseeländischen Höhenbergsteiger Rob Hall geleitet wurde.
Zum Zeitpunkt der Expedition befanden sich weitere kommerziell geführte Gruppen am Mount Everest, darunter ein Team des amerikanischen Unternehmens Mountain Madness unter der Führung des erfahrenen Höhenbergsteigers Scott Fischer.
Krakauer beschreibt im Buch die Vorbereitungen der Expedition sowie den minutiösen Ablauf der Gipfelbesteigung, in deren Verlauf mehrere Bergsteiger nach unerwartetem Wetterumschwung durch Erschöpfung, Erfrieren und Abstürze ums Leben kamen.

### Stationen
Die Reihenfolge der Kapitel im Buch ist nicht chronologisch. Das erste Kapitel spielt auf dem Gipfel des Everest. Die tatsächliche Abfolge des Aufstiegs war:
- Phakding (Khumbu-Region) (2800 m) 31. März 1996
- Lobuche (4938 m) 8. April 1996
- Basislager (5330 m) 12. April 1996
- Camp Eins (5950 m) 13. April 1996
- Camp Zwei (6500 m) 28. April 1996
- Lhotse-Flanke (7150 m) 29. April 1996
- Camp Drei (7300 m) 9. Mai 1996
- Südostgrat (8400 m) 10. Mai 1996
- Gipfel (8848 m) 10. Mai 1996
- Südsattel (7900 m) 11. Mai 1996

Die unterschiedlich hoch gelegenen Stationen dienten der Akklimatisation.

## Kontroverse
Die Veröffentlichung des Buches führte zu heftigen Kontroversen mit dem in Kasachstan lebenden russischen Höhenbergsteiger Anatoli Bukrejew sowie dem nepalesischen Bergsteiger Lopsang Jangbu Sherpa. Beider Verhalten während der Expedition wird in Krakauers Buch zum Teil heftig kritisiert. Bemerkenswert am folgenden Schlagabtausch ist die Tatsache, dass er in der Öffentlichkeit (als Leserbriefe im Outside-Magazine) ausgetragen wurde. Später sah sich Bukrejew gar veranlasst, gemeinsam mit dem amerikanischen Journalisten G. Weston DeWalt ein eigenes Buch mit dem Titel Der Gipfel herauszugeben, welches die Ereignisse aus seiner Sicht schildert. In der Folge trafen sich Bukrejew und Krakauer und konnten den Streit weitgehend beilegen. Kurz nach der Veröffentlichung seines Buches starb Bukrejew bei einem Lawinenunglück an der Annapurna.